# Strój częstochowski

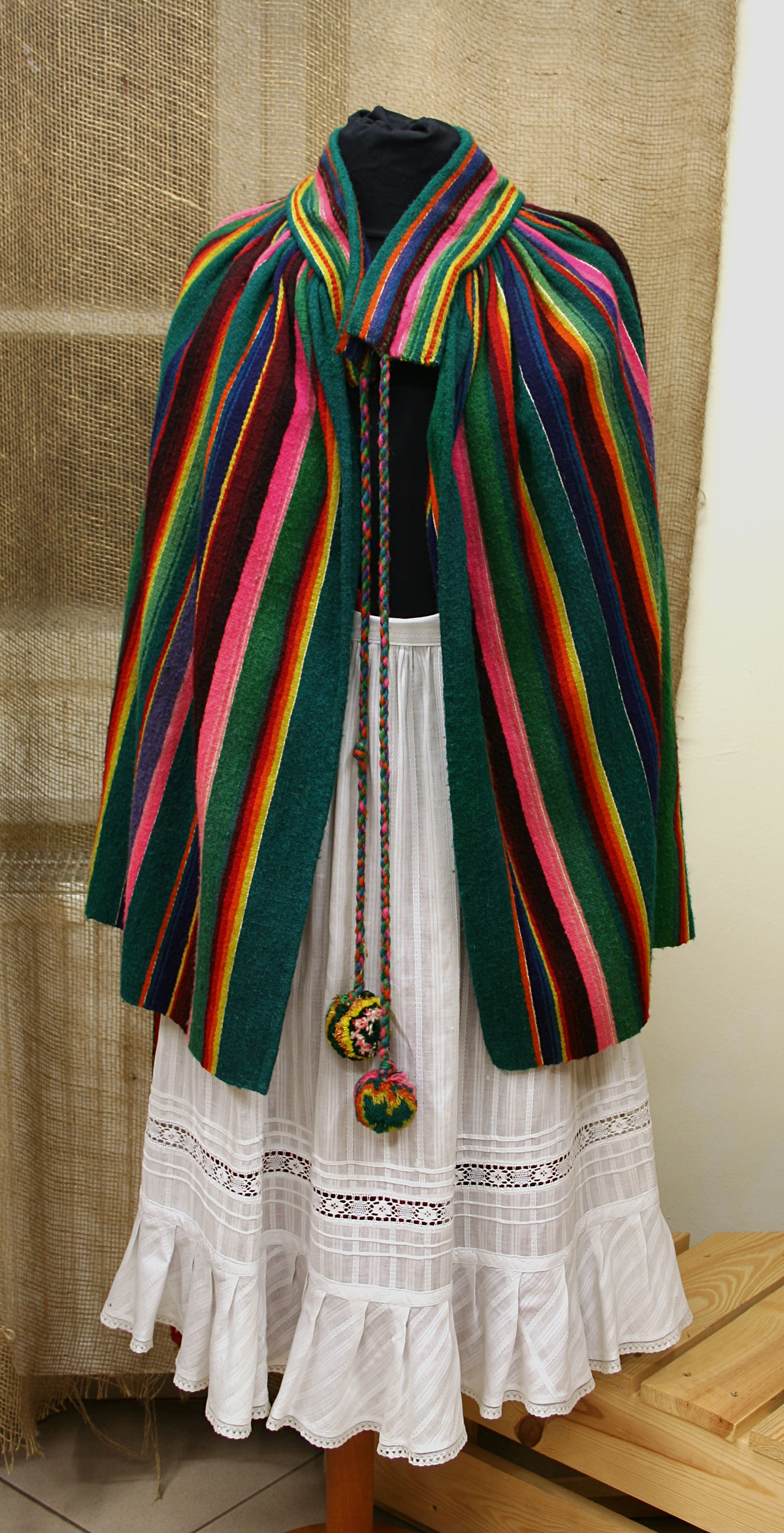
Strój ludowy z okolic Częstochowy, Muzeum Częstochowskie

Strój częstochowski – strój ludowy noszony na terenie regionu częstochowskiego.
Współcześnie strój możliwy jest do obejrzenia jedynie na ekspozycji w Muzeum Częstochowskim (prezentowanej w ratuszu częstochowskim), w ubiorach członków zespołów folklorystycznych oraz członkiń kół gospodyń wiejskich. Zaniknął on pod koniec XIX wieku, prawdopodobnie poprzez częste kontakty z ludźmi z innych części kraju. Zapewne niemały na to wpływ miał także fakt, iż Częstochowa była prężnym ośrodkiem przemysłu włókienniczego.

## Strój męski
Młodzi mężczyźni ubierali się w białą, lnianą koszulę zawiązaną pod szyją czerwoną kokardką. Spodnie z surowego lnu wpuszczone były w wysokie buty. W pasie przepasywali się wełnianym, tkanym ręcznie pasem. Całość stroju uzupełniała niebieska kamizela. Strój dorosłego mężczyzny charakteryzowała długa kapota, na niej wełniany pas, a na głowie kapelusz z szerokim rondem.
Na co dzień strój ten był znacznie mniej okazały. Były to płócienne portki i koszula dla mężczyzn, płócienna spódnica, fartuch i koszula dla kobiet.

## Strój kobiecy
Strój dziewczęcy składał się z białej bluzki wykończonej przy mankietach falbanką, a pod szyją ozdobną, haftowaną kryzą. Na bluzkę zakładano wełniak „burok” (spódnicę z doszytą kamizelką). Dół „buroka” był utrzymany głównie w kolorze czerwonym z podłużnymi, czarnymi paskami, góra była czarna, wełniana lub płócienna, bardzo rzadko aksamitna. Czasami dziewczęta zamiennie zakładały karbowane, wiśniowe spódnice przyozdobione dołem trzema naszywkami lśniącej wstążki.

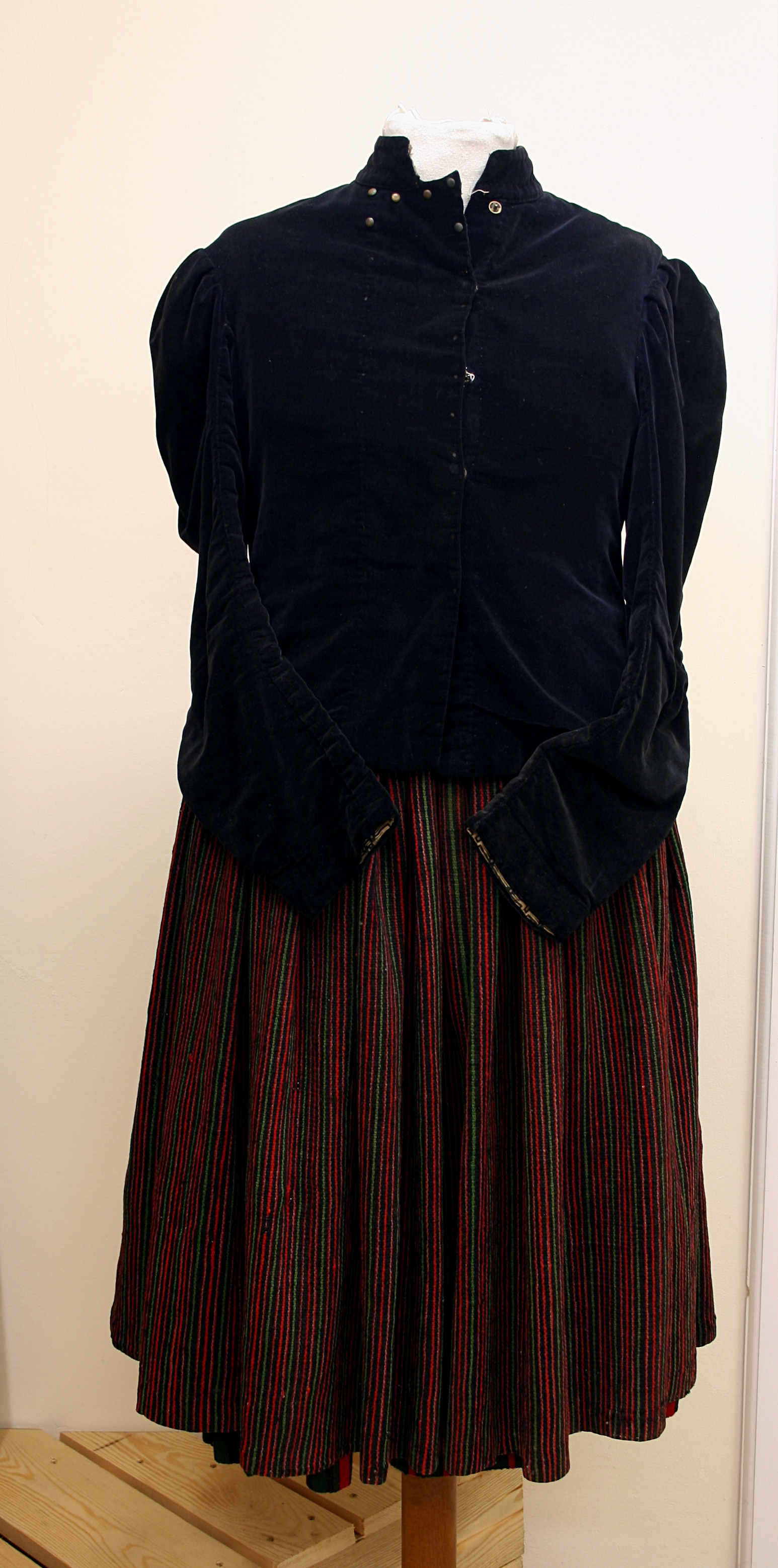
Strój ludowy z okolic Częstochowy, Muzeum Częstochowskie

Ważnym elementem stroju był fartuch. Przeważnie biały, koronkowy, wykończony plisami, a dołem marszczoną falbaną. W dni powszednie fartuch zastępowała wełniana zapaska także w podłużny deseń. Przeważał kolor czerwony z dodatkiem żółtego, czarnego i zielonego. Kobiety nosiły czarne, wysoko sznurowane trzewiki. Przed chłodem chroniła wełniana zapaska naramienna, która utrzymana była w tej samej tonacji kolorystycznej co spódnica, ale o znacznie szerszych pasach. Wykończenie stroju stanowiły czerwone korale (często prawdziwe). Przy ostatnim sznurze korali kobiety nosiły medalik z wizerunkiem Matki Boskiej Częstochowskiej. Na głowie nosiły białe lub czerwone chusty z cieniutkiej wełny z motywem kwiatowym w róże przewiązane do tyłu. Mężatki zamiast chustek miały białe czepce często koronkowe, tiulowe, zawiązywane pod brodą na dużą kokardę.

## Strój ludowy północnej części Wyżyny Krakowsko-Częstochowskiej
Na przełomie XIX i XX w. strój kobiecy w okolicach Wyżyny Częstochowskiej wyglądał następująco: zapaska naramienna, spódnica (wełniak ze stanikiem) w podłużne trójkolorowe pasy (czerwone, niebieskie i białe) z cienką podłużną nitką w barwie sąsiedniego pasa oraz biały fartuch haftowany motywami kwiatowymi (z przewagą koloru niebieskiego). Mężatki nosiły biały czepiec przykryty wielokolorową chustą wiązaną w czub. Dziewczęta latem chodziły z odkrytymi głowami lub w słomkowych kapeluszach. W święta strój ten uzupełniały czarne, sznurowane buciki do pół łydki, w dni robocze kobiety chodziły w trepach lub boso.
Mężczyźni nosili niebieskie lub czarne kapoty ze stójką, przepasane z tyłu rzemiennym pasem, za który zatykali fajkę i kozik. Mieli płócienne koszule ze wstążką, a parciane, ciemnoniebieskie spodnie wpuszczali w czarne buty skórzane z długimi cholewami, w dni robocze latem chodzili boso. Stroju dopełniał czarny kapelusz (dynciak).